# 上青木西
上青木西（かみあおきにし）は、埼玉県川口市の町名。現行行政地名は上青木西一丁目から五丁目。住居表示実施地区。郵便番号は333-0845。

## 地理
川口市の西部に位置し、一部蕨市と隣接する。京浜東北線西川口駅が最寄り駅となっている。主に住宅地となっている。竪川が東西に流れる。

### 地価
住宅地の地価は、2017年（平成29年）1月1日の公示地価によれば、上青木西2-2-14の地点で22万2000円/m2となっている。

## 歴史
かつての青木村西部に位置する。町村制以前は上青木村の西部であった。

### 沿革
昭和51年1月12日 - 青木町五丁目と上青木町一・五丁目と前川町一丁目の各一部から上青木西一丁目〜五丁目が成立。

## 世帯数と人口
2018年（平成30年）3月1日現在の世帯数と人口は以下の通りである。
| 丁目           | 世帯数    | 人口     |
| -------------- | --------- | -------- |
| 上青木西一丁目 | 1,463世帯 | 3,169人  |
| 上青木西二丁目 | 885世帯   | 1,632人  |
| 上青木西三丁目 | 418世帯   | 857人    |
| 上青木西四丁目 | 1,126世帯 | 2,443人  |
| 上青木西五丁目 | 1,013世帯 | 2,267人  |
| 計             | 4,905世帯 | 10,368人 |

## 小・中学校の学区
市立小・中学校に通う場合、学区（校区）は以下の通りとなる。
| 丁目           | 番地                              | 小学校                 | 中学校               |
| -------------- | --------------------------------- | ---------------------- | -------------------- |
| 上青木西一丁目 | 4番1号〜18番99号                  | 川口市立上青木小学校   | 川口市立上青木中学校 |
| 上青木西一丁目 | その他                            | 川口市立上青木南小学校 | 川口市立上青木中学校 |
| 上青木西二丁目 | 1番1号〜3番99号 10番1号〜13番99号 | 川口市立上青木南小学校 | 川口市立上青木中学校 |
| 上青木西二丁目 | その他                            | 川口市立上青木小学校   | 川口市立上青木中学校 |
| 上青木西三丁目 | 全域                              | 川口市立上青木小学校   | 川口市立上青木中学校 |
| 上青木西四丁目 | 全域                              | 川口市立上青木小学校   | 川口市立上青木中学校 |
| 上青木西五丁目 | 全域                              | 川口市立上青木小学校   | 川口市立上青木中学校 |

## 交通
地内に鉄道は敷設されていない。最寄り駅はJR東日本京浜東北線西川口駅である。

### 道路
- 埼玉県道111号蕨桜町線
- 青木町公園通

## 施設
- 川口市立上青木小学校
- 川口市立上青木中学校
- 川口上青木郵便局
- 東京電力パワーグリッド 上青木変電所
- 上青木西公園
- 上青木北西公園
- 中央通り公園